# Ichthyodes sulciceps
Ichthyodes sulciceps är en skalbaggsart som först beskrevs av Raffaello Gestro 1876.  Ichthyodes sulciceps ingår i släktet Ichthyodes och familjen långhorningar. Inga underarter finns listade i Catalogue of Life.